# 半規則型変光星
半規則型変光星（はんきそくがたへんこうせい、semiregular variable）は、かなり周期的に変光することもある一方時々不規則な光度変化をすることもある、中期から晩期のスペクトル型を持つ巨星または超巨星である。周期は20日から2000日以上であるが、光度曲線の形は様々で一定していない。変光範囲は数百分の数等級から数等級である。
半規則型変光星は、いくつかの細分類に分けられる。従来はSRA・SRB・SRC・SRDの4つに細分類されていたが、2001年に発行されたName List 76で新たな細分類としてSRSが加わった。
球状星団M13は、11.95等から12.25等の数十個の赤色変光星を含み、周期は43日 (V24) から97日 (V43) である。

## 半規則型変光星の細分類
SRA
スペクトル型M、C、Sの巨星で、周期性が持続して見られ、変光幅は通常2.5等級以下と小さい。みずがめ座Z星やりょうけん座V星、うしかい座V星やはくちょう座RS星がこの例である。変光幅や光度曲線の形は周期ごとに変化し、周期は35日から1200日である。ミラ型変光星と変光幅が小さい点のみが違う。
SRB
スペクトル型M、C、Sの巨星で、周期は20日から2300日ではっきりせず、周期がゆっくり不規則に変動する。しばらくの間、全く光度が変化しないものもある。かんむり座RR星やはくちょう座AF星、おおぐま座Z星やうさぎ座RX星がこの例である。
SRC
スペクトル型M、C、Sの超巨星で、光度の変化は約1等級、周期は30日から数千日である。ケフェウス座μ星（ガーネット・スター）やオリオン座α星（ベテルギウス）、ペルセウス座S星やはくちょう座RW星がこの例である。
SRD
スペクトル型F、G、Kの巨星または超巨星で、スペクトル中に輝線を持つものもある。光度の変化の振幅は0.1から4等級で、周期は30日から1100日である。ヘルクレス座SX星やおおぐま座SV星、ヘルクレス座UU星やカシオペヤ座V509星がこの例である。
SRS
周期が数日から1ヶ月程度と短い赤色巨星で、変光範囲は0.3等未満である。おひつじ座AU星やきょしちょう座EG星、みずへび座CX星やケンタウルス座V1154星がこの例である。